# Canas e Clairan
Canas e Clairan (en francès Cannes-et-Clairan) és un municipi francès situat al departament del Gard i a la regió d'Occitània.